# Harry Mitsidis
Harry Charalampos Mitsidis (rojen 14. februarja 1972) je popotnik in avanturist grško-britanskih korenin, ki je prepotoval že vse države sveta. Srbski časopis 'Naš brend' ga je proglasil za drugega največjega svetovnega popotnika.

## Življenje
Harry se je rodil v Londonu očetu Grku in materi iz Južnoafriške republike. Do leta 2001 je prepotoval vse evropske države (zadnja je bila Belorusija) in se takrat odločil, da bo "osvojil" vse države sveta. Podvig mu je uspel pri 36. letih, ko le leta 2008 kot zadnjo obiskal Ekvatorialno Gvinejo (natančneje pa leta 2011, če upoštevamo še nedavni referendum za neodvisnost Južnega Sudana).
Harry in njegova dela so podrobneje opisana v knjigi švicarsko-nemškega avtorja Kolje Sporija "Bil sem povsod" (Ich war überall) ter v delu "Srečanja z uglednimi popotniki" (Encuentros con Viajeros Notables) španskega popotnika in pisatelja Jorgeja Sancheza, pa tudi sam je o svojih potovanjih že večkrat predaval v različnih jezikih. O Harryju je bilo napisanih že več člankov, sam pa od leta 2008 mesečno prispeva potopise o nepoznanih in težko dostopnih destinacijah za srbsko izdajo revije Duke&Peterson Travel Magazine. Priznani srbski mediji, kot so B92 in Politika, so že večkrat objavili intervjuje s Harryjem, predvsem zaradi dejstev, da je eden redkih vélikih popotnikov ter da tekoče govori srbsko in je leta 2008 živel v srbskem glavnem mestu Beogradu.

## The Best Travelled (TBT)
Harry je ustanovil spletno stran aprila 2012 www.thebesttravelled.com (to je bila začetna faza), uradno pa jo je predstavil 13. oktobra istega leta. TBT predstavlja novo delitev sveta, saj Zemljo razdeli na 1281 regij (za razliko od razdelitve Združenih narodov na 193 držav, razdelitev Wikipedije na 242 ali razdelitve Travel Century Cluba na 324 držav in teritorijev). Razdelitev TBT vključuje večino TCC-jevih držav, vendar so te še nadalje razdeljene na pokrajine na podlagi velikosti in/ali števila prebivalcev. TBT želi postati glavni na področju tekmovalnega potovanja. Njegov glavni konkurent je spletna stran MTP (Most Traveled People), ki jo je zasnoval Charles Veley.